# Time Pieces Vol.II Live in the Seventies
Time Pieces Vol. II Live In The Seventies è il quarto album live di Eric Clapton, si tratta di una raccolta di successi Live pubblicata nel 1983 e che presenta una selezione di brani registrati durante i concerti degli anni settanta.

## Tracce

### Lato A
1. Tulsa Time (Danny Flowers) - (4:02)
2. Knockin' on Heaven's Door (Bob Dylan) - (6:27)
3. If I Don't Be There By Morning (Bob Dylan, Helena Springs) - (4:12)
4. Ramblin' on My Mind (Robert Johnson) - (8:54)

### Lato B
1. Presence Of The Lord (Eric Clapton) - (6:05)
2. Can't Find My Way Home (Steve Winwood) (5:21)
3. Smile (Charlie Chaplin, Geoffrey Parsons, James Phillips) - (3:41)
4. Blues Power (Eric Clapton, Leon Russell) - (7:34)

## Formazione (Tracce 1-2-3-4 & 8)
- Eric Clapton - chitarra, voce
- Henry Spinetti - batteria
- Chris Stainton - tastiere
- Albert Lee - chitarra, tastiere
- Dave Markee - basso

## Formazione (Traccia 5)
- Eric Clapton - chitarra e voce
- Bobby Whitlock - tastiere
- Carl Radle - basso
- James Beck "Jim" Gordon - batteria

## Formazione (Traccia 6)
- Eric Clapton - chitarra, voce
- Yvonne Elliman - voce
- George Terry - chitarra ritmica
- Dick Sims - organo
- Carl Radle - basso
- Jamie Oldaker - percussioni
- Marcy Levy - tamburello

## Formazione (Traccia 7)
- Eric Clapton - chitarra, voce
- George Terry - chitarra ritmica
- Dick Sims - organo
- Carl Radle - basso
- Jamie Oldaker - percussioni